# Tri Mogili (Plovdiv)
Tri Mogili (Bulgaars: Три могили) is een dorp in Bulgarije. Het dorp is gelegen in de gemeente Asenovgrad, oblast Plovdiv. Het dorp ligt hemelsbreed ongeveer 43 km ten zuidoosten van Plovdiv en 172 km ten zuidoosten van de hoofdstad Sofia.

## Bevolking
Het dorp Tri Mogili had bij een schatting van 2020 een inwoneraantal van slechts 23 personen. Dit waren 18 mensen (-43,9%) minder dan 41 inwoners bij de officiële census van februari 2011. De gemiddelde jaarlijkse groei in die periode komt daarmee uit op -5,62%, hetgeen lager is dan het landelijk jaarlijks gemiddelde over deze periode (-0,63%). In 1946 woonden er nog 1.441 personen in het dorp.
- 1934 1074
Koninkrijk Bulgarije
- 1946 1441
Volksrepubliek Bulgarije
- 1956 1227
Volksrepubliek Bulgarije
- 1965 1003
Volksrepubliek Bulgarije
- 1975 741
Volksrepubliek Bulgarije
- 1985 241
Volksrepubliek Bulgarije
- 1992 168
Republiek Bulgarije
- 2001 80
Republiek Bulgarije
- 2011 41
Republiek Bulgarije
- 2020 23
Republiek Bulgarije

- Koninkrijk Bulgarije
- Volksrepubliek Bulgarije
- Republiek Bulgarije

In het dorp wonen nagenoeg uitsluitend etnische Turken. In de optionele volkstelling van 2011 identificeerden 40 van de 41 ondervraagden zichzelf als etnische Turken - oftewel 97,6% van alle ondervraagden.
| Etnische samenstelling van de respondenten (2011) | Etnische samenstelling van de respondenten (2011) | Etnische samenstelling van de respondenten (2011) | Etnische samenstelling van de respondenten (2011) | Etnische samenstelling van de respondenten (2011) |
| ------------------------------------------------- | ------------------------------------------------- | ------------------------------------------------- | ------------------------------------------------- | ------------------------------------------------- |
|                                                   |                                                   |                                                   |                                                   |                                                   |
| Bulgaren                                          | Bulgaren                                          |                                                   | 0,0%                                              | 0,0%                                              |
| Turken                                            | Turken                                            |                                                   | 97,6%                                             | 97,6%                                             |
| Roma                                              | Roma                                              |                                                   | 0,0%                                              | 0,0%                                              |
| Anders/Onbekend                                   | Anders/Onbekend                                   |                                                   | 2,4%                                              | 2,4%                                              |

Asenovgrad · Batsjkovo · Bor · Bojantsi · Gornoslav · Dobrostan · Dolnoslav · Izbeglii · Izvorovo · Konoesj · Kosovo · Kozanovo · Lenovo · Ljaskovo · Mostovo · Moeldava · Naretsjenski Bani · Novakovo · Novi Izvor · Oresjets · Patriarch Evtimovo · Sini Vrach · Stoevo · Topolovo · Tri Mogoli · Oezoenovo · Tsjerven · Vrata · Zjalt Kamak · Zlatovrach